# Maison Lougheed
La maison Lougheed (anglais : Lougheed House), aussi connue sous le nom de Beaulieu, est une grande maison bourgeoise située au 707, 13e avenue Sud-Ouest à Calgary en Alberta (Canada). Construite en 1891 pour le sénateur James Alexander Lougheed et sa femme Isabella Clarke Hardisty, cette maison de style éclectique a été construite avec du grès local. Elle a été reconnue comme ressource historique provinciale en 1977 et désignée lieu historique national en 1992.